# 限界LOVERS
「限界LOVERS」（げんかいラヴァーズ）はSHOW-YAの8枚目のシングル。1989年2月1日に東芝EMI/EASTWORLDから発売された。

## 概要
本作以降、寺田恵子の脱退時まで、安藤芳彦をバンドの専属作詞家に起用。ヘヴィメタルを強く意識した。
昭和シェル石油のCMソングとなった結果、ブレイクを始めるようになった。サビの歌詞では、いずれも「天使○○悪魔○○」。
後に、デーモン閣下がカバー。
寺田のソロ・ライヴではアコースティック・ギターの弾き語りスタイルで披露されたこともある。
アルバム『PROGRESS』（2015年9月30日発売）に安室奈美恵とコラボレーションした「限界LOVERS feat. 安室奈美恵」をボーナス・トラックに収録。

## 収録曲
| 全作詞: 安藤芳彦、全作曲: 寺田恵子・五十嵐美貴。 |                              |          |                        |                   |
| #                                                | タイトル                     | 作詞     | 作曲・編曲             | 編曲              |
| 1.                                               | 「限界LOVERS」               | 安藤芳彦 | 寺田恵子 ・ 五十嵐美貴 | 笹路正徳・SHOW-YA |
| 2.                                               | 「What do you say?」         | 安藤芳彦 | 寺田恵子 ・ 五十嵐美貴 | SHOW-YA           |
| 3.                                               | 「限界LOVERS」(Instrumental) | 安藤芳彦 | 寺田恵子 ・ 五十嵐美貴 | 笹路正徳・SHOW-YA |

## リリース履歴
| 規格 | 発売年月日   | レーベル             | 品番      |
| ---- | ------------ | -------------------- | --------- |
| EP   | 1989年2月1日 | EAST WORLD / 東芝EMI | RT07-2311 |
| CD   | 1989年2月1日 | EAST WORLD / 東芝EMI | XT10-2311 |